# Clube Desportivo Travadores
El Clube Desportivo Travadores és un club capverdià de futbol de la ciutat de Praia a l'illa de Santiago.

## Palmarès
- Lliga capverdiana de futbol[3]
  - Després de la independència: 1994, 1996
  - Abans de la independència: 1972, 1974

- Copa capverdiana de futbol:[4]
  - 2022

- Lliga de Santiago de futbol (Sud)[5]
  - 2002/03

- Lliga de Santiago de futbol
  - 1954, 1960, 1967, 1967/68, 1971/72, 1991/92, 1993/94, 1995/96, 1999/2000

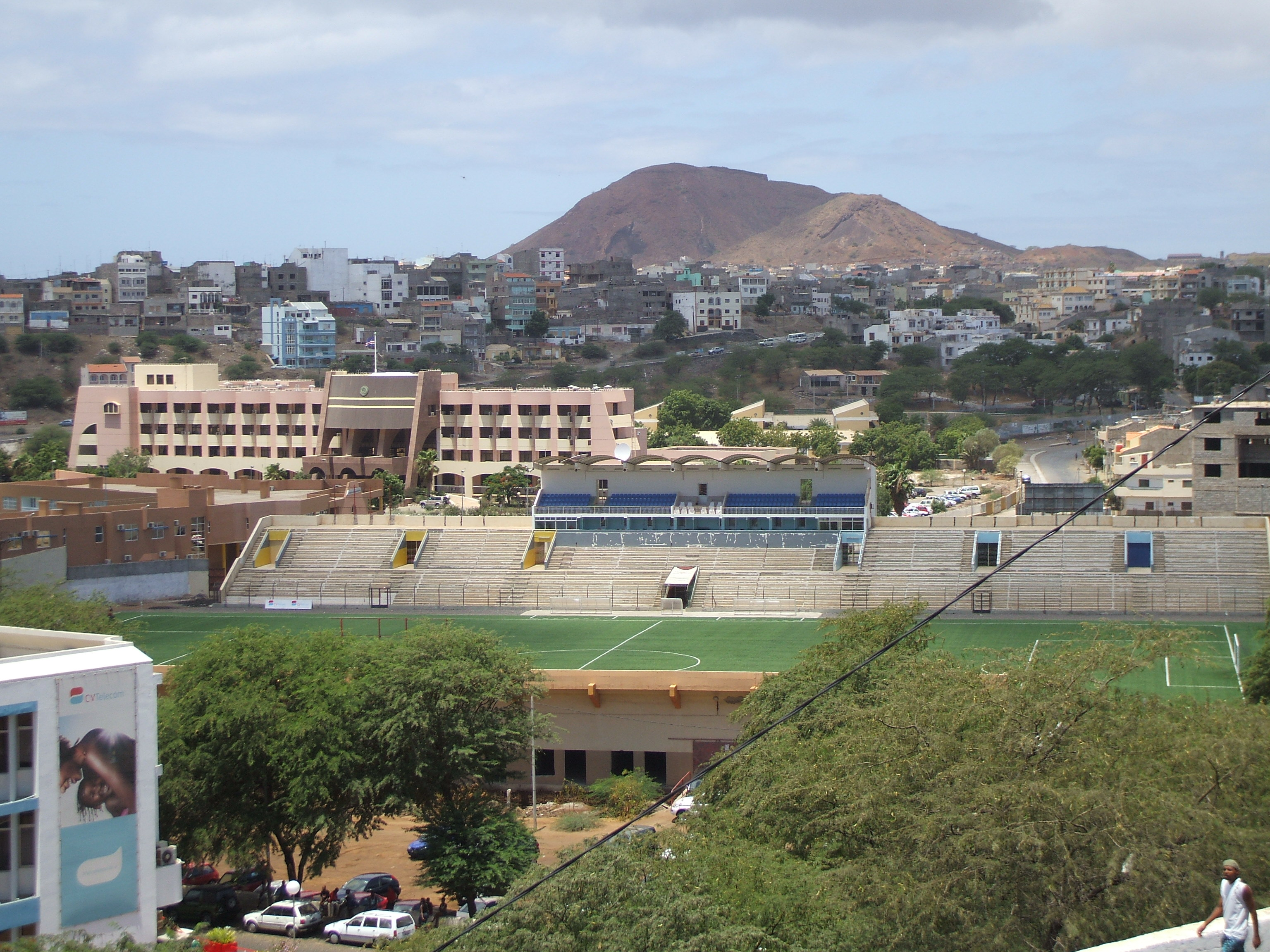
Estádio da Várzea.